# Stanislav Hubík
Stanislav Hubík (23. leden 1949, Kroměříž) je český filosof komunikace, sociolog a marxistický teoretik, vysokoškolský pedagog. Má tituly Prof., PhDr. a CSc.

## Život
Do roku 1973 žil v Hulíně, kde chodil na Základní devítiletou školu. Maturoval v roce 1967 v Přerově, studoval na FF MU v Brně filozofii a sociologii (diplomovou práci Wittgenstein – filosofie nebo negace filosofie? vedl prof. J. Macháček). V r. 1974 získal titul PhDr., v r. 1979 (na Ústavu pro filosofii a sociologii ČSAV v Praze) titul CSc. (dizertace: Wittgenstein – problémy jazyka a filosofie).
V letech 1974–1976 působil na ÚFS ČSAV v Praze a v letech 1977–1990 v Ústavu pro výzkum společenského vědomí ČSAV v Brně. Od roku 1977 pracoval v Ústavu vědeckého ateismu ČSAV v Brně. V roce 1978 se stal vedoucím sociologické sekce ústavu. V říjnu 1990 nastoupil jako odborný asistent na Katedru sociologie a andragogiky FF UP v Olomouci. V r. 1994 se habilitoval na FF KU v Bratislavě (K postmodernismu obratem k jazyku). V letech 1995–97 působil jako vedoucí katedry sociální práce Zdravotně sociální fakulty Ostravské univerzity. V r. 1999 byl na FF PU v Prešově jmenován profesorem dějin filosofie. V letech 1997–2008 byl vedoucím Ústavu práva a humanitních věd Provozně ekonomické fakulty Mendelovy univerzity v Brně a proděkanem. Podílel se na založení Fakulty regionálního rozvoje a mezinárodních studií Mendelovy univerzity, kde v letech 2008–2010 pracoval jako vedoucí Ústavu sociálního rozvoje a jako proděkan. V letech 2002–2007 externě přednášel na Fakultě humanitních studií UK. Od 2010 do 2015 působil na soukromé vysoké škole Brno International Business School, kde vykonával funkci prorektora. Od roku 2007 působil jako pedagog (předměty jako sémiotika, filosofie médií, základy sociologie) Katedry mediálních a kulturálních studií a žurnalistiky Filosofické fakulty Univerzity Palackého v Olomouci. Od roku 2016 je na penzi.

## Dílo
Vybrané knihy:
- Svět a náboženství. Ke kritice současných forem apologetiky křesťanství (spolu s Ivan Hodovský), Praha: Svoboda, 1983. 251 s.,
- Jazyk a metafyzika, Praha: Academia, 1983.
- překlad a doslov: Prométheův oheň: čítanka z dějin evropského volnomyšlenkářství a ateismu (N. S. Mavlevičová), Praha: Svoboda, 1981.
- překlad a předmluva: Otázky vědeckého ateismu: práce sovětských autorů, Praha: Svoboda, 1985.
- překlad Světonázorový obsah kategorií a zákonů materialistické dialektiky (V. G. Tabačkovskij), Praha: Svoboda, 1985.
- Svět a náboženství: ke kritice současných forem apologetiky křesťanství (spolu s Ivan Hodovský), Praha: Svoboda, 1983.
- K postmodernismu obratem k jazyku, Boskovice: Albert, 1994. ISBN 80-85834-08-1
- Sociologie vědění, Praha: Sociologické nakladatelství, 1999. ISBN 80-85850-58-3
- Hypotéza. Metodologický nástroj výzkumu ve společenských vědách. České Budějovice: Jihočeská univerzita, 2006. ISBN 80-7040-842-1
- Filosofie o slovech o slovech o slovech, dva svazky (sv. I - Filosofie o slovech o slovech o filosofii; sv. II - Filosofie o slovech o slovech o médiích), Olomouc: Vydavatelství Univerzity Palackého, 2012. ISBN 978-80-244-3326-4, resp. ISBN 978-80-244-3339-4 (Dvojsvazek složený z filosofických textů, jež se zabývají jazykem, sémiotikou, komunikací, médii a mediálními technologiemi.)
- Média a rychlost: Dromoskopická dromologie dromosférické dromokracie, Olomouc: Vydavatelství Univerzity Palackého, 2013. ISBN 978-80-244-4313-3 (Technologicko-deterministický, především Paulem Viriliem inspirovaný pohled na současnou společnost a pozici nových médií a jejich hlavní charakteristiky - rychlosti - v ní.)
- Dejiny filozofie ako nové čítanie starých písaní. Košice: Univerzita Pavla Jozefa Šafárika, 2014. ISBN 978-80-8152-135-5.

Vybrané studie:
- Wittgensteinův kompromis s metafyzikou a odmítnutí vědecké racionality. Filosofický časopis, roč. 26, 1978, č. 1, s. 45–78.
- Transformace ve filozofických základech současné apologetiky náboženství, Ateizmus, 1979, č. 3, s. 263, (spolu s Ivan Hodovský).
- Zen buddhismus v kontextu dnešního buržoazního ideologického a náboženského modernismu. Filosofický časopis, roč. 28, 1980, č. 5, s. 744-775.
- K otázce transcendentalismu ve Wittgensteinově filosofii. Filozofia, roč. 40, 1985, č. 5, s. 607–621. ISSN 0046-385X
- K otázce východisek etiky životního prostředí. Filosofický časopis, roč. 37, 1989, č. 5, s. 677–690.
- Aporie etiky životního prostředí. Filosofický časopis, roč. 39, 1991, č. 6, s. 955–965. ISSN 0015-1831
- Komunikativní diferenciace jako východisko environmentální filosofie a etiky. Filosofický časopis, roč. 41, 1993, č. 6, s. 991–1002. ISSN  0015-1831
- Mass Bricolage as a Source of an Alternative Adult Education Archivováno 8. 4. 2017 na Wayback Machine.. Czech Sociological Review, vol. V, 1997, n. 1, pp. 57–71.
- Perspectives.pdf&q=Caring+for+Future+Generations%3A+Jewish%2C+Christian+and+Islamic+Perspectives&group=b72yF&source=pdf-grbooks7&t=434337 Intercultural Dialogue as a Source of the Future. In: Agius, E., Chircop, I. (eds.) Caring for Future Generations. Jewish, Christian and Islamic Perspectives. Twickenham: Adamantine Press, 1998, p. 165–174. ISBN 0-7449-0145-6
- Semiologie oder Magiologie. In: ENGEL, L. Hrsg. Mediendenken. Von der Bewegung des Begriffs zu bewegten Bildern. Bielefeld: transkript Verlag, 2010. S. 49-73. ISBN 978-3-8376-1486-2